# Djamdè
Djamdè est un canton du Togo située dans la région de la kara. la population de cette ville sont des agriculteurs et des éleveurs. Dans le secteur du tourisme, il possède un parc animalier qui accueille plusieurs touristes de divers horizons du monde. Passionné par l'activité d'élevage et à cause du développement de ce secteur les autorités locaux dotent  la ville du marché de bétail.

## Géographie
Djamdè est situé à environ 67 km de Kara, dans la région de la Kara.

## Vie économique
- Marché traditionnel le mercredi
- Agriculture,
- Elevage,
- Tourisme[1].

## Lieux publics
- École primaire,
- Parc animalier,
- Collège d'enseignement générale,
- Unité des soins périphériques.

## Monuments et sites
- Mosquée,
- Parc animalier.